# Stephan Becker (Jazzpianist)
Stephan Becker (* um 1972) ist ein deutscher Jazzpianist und -komponist.
Becker, der aus einer musikalischen Familie stammt (seine Großmutter war Opernsängerin), spielt seit dem Alter von fünf Jahren Klavier. Zunächst studierte er in Maastricht klassisches Klavier, um ab 1995 seine Studien an der Hochschule für Musik Franz Liszt Weimar bei Leonid Chizhik fortzusetzen. Von 1996 bis 1999 studierte er an der Folkwang Hochschule Essen bis zum Diplom in Jazzklavier; dann schloss er ein Aufbaustudium Instrumentalpädagogik bis 2002 an. Weiterhin nahm er Privatunterricht bei Richie Beirach. 1999 gründete er sein Trio, mit dem er sein erstes Album im Jahr 2000 aufnahm und in Deutschland, später auch in Polen auf Tournee ging; auch spielte er auf dem Internationalen Jazzfest Hamm, dem Miles-Davis-Festival in Kielce und auf dem Museumsuferfest in Frankfurt.
Beckers zweite CD First Day of Spring (2011) wurde insbesondere in Jazz thing und in Stereoplay herausgestellt. Das Album Urban Poems (2013) wurde vom NDR im März 2013 als „Jazzplatte der Woche“ ausgewählt. Weiterhin nahm er mit Matthias Petzold (Mirrors) auf.